# غار خشيشان
غار خشيشان هو كهف صخري، يقع في محافظة أضم التابعة لإمارة منطقة مكة المكرمة. يوجد به نقوشات للوعول ومجموعة من الاشخاص بلون احمر وهي مادة غير معروفة استخدمت للنقش جديرة بالبحث والدراسة حيث لم تتأثر بعوامل التعرية ولم يعرف تاريخيا حتى بين كبار السن.